# 奧斯拉瓦河畔納梅什季
奧斯拉瓦河畔納梅什季是捷克的城鎮，位於該國南部，距離特熱比奇20公里，由維索基納州負責管轄，面積18.7平方公里，海拔高度365米，2011年人口5,072。

## 外部連結
- Official website